# Sollentuna landsfiskalsdistrikt
Sollentuna landsfiskalsdistrikt var 1918–1964 ett landsfiskalsdistrikt i Stockholms län, bildat när Sveriges indelning i landsfiskalsdistrikt trädde i kraft den 1 januari 1918, enligt beslut den 7 september 1917. Den 1 januari 1965 avskaffades i Sverige samtliga landsfiskaler och landsfiskalsdistrikt, och deras arbetsuppgifter delades upp på de nyskapade indelningarna polisdistrikt, åklagardistrikt och kronofogdedistrikt.
Den 1 januari 1948 (enligt beslut den 19 december 1947) fick landsfiskalsdistriktet två anställda landsfiskaler: den ena som polischef och allmän åklagare, och den andra som utmätningsman. Polischefen-åklagaren skulle vara förman för den andre landsfiskalen.
Landsfiskalsdistriktet låg under länsstyrelsen i Stockholms län.

## Ingående områden
1 januari 1923 (enligt beslut den 30 juni 1922) utbröts Spånga landskommun och Sundbybergs köping för att bilda Spånga landsfiskalsdistrikt. Den 1 januari 1944 ombildades Sollentuna landskommun till Sollentuna köping. När Sveriges nya indelning i landsfiskalsdistrikt trädde i kraft den 1 januari 1952 (enligt kungörelsen 1 juni 1951) ändrades distriktets omfattning.

### Från 1918
Sollentuna härad:
- Eds landskommun
- Järfälla landskommun
- Sollentuna landskommun
- Spånga landskommun
- Sundbybergs köping

### Från 1923
Sollentuna härad:
- Eds landskommun
- Järfälla landskommun
- Sollentuna landskommun

### Från 1944
Sollentuna härad:
- Eds landskommun
- Järfälla landskommun
- Sollentuna köping

### Från 1 januari 1952
- Järfälla landskommun
- Sollentuna köping